# Himalajakönigshuhn
Das Himalajakönigshuhn (Tetraogallus himalayensis) ist eine Vogelart aus der Gattung der Königshühner innerhalb der Familie der Fasanenartigen, die in den Bergen Zentral- und Ostasiens verbreitet ist. Zudem wurde die Art in den Bergen des US-Bundesstaats Nevada eingeführt.

## Merkmale

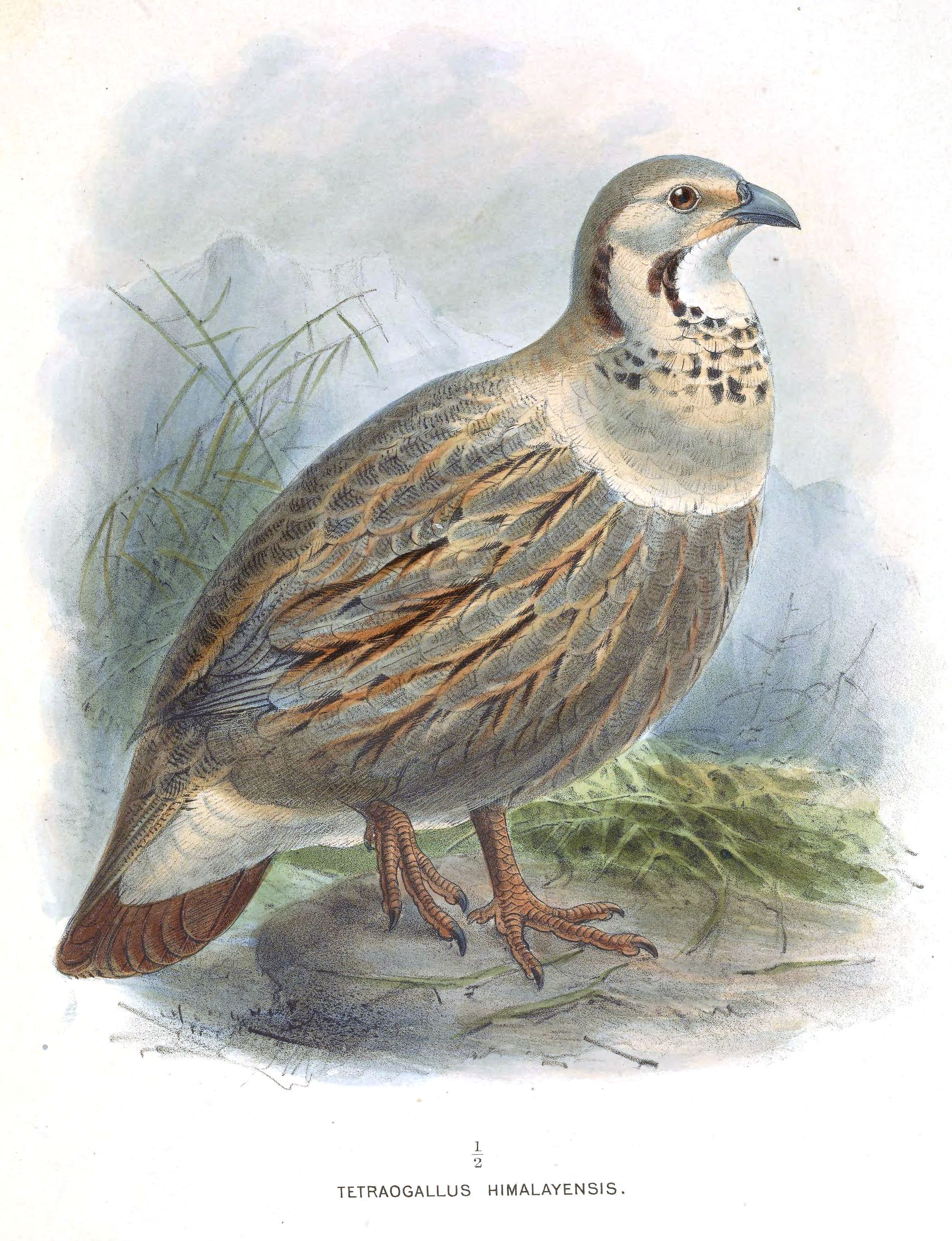
Zeichnung von John Keulemans (1891)

Das Himalajakönigshuhn ist zwischen 55 und 74 cm groß. Die Schwanzlänge liegt zwischen 17,3 und 19,3 cm. Beide Geschlechter sehen sich ähnlich, wobei die Weibchen etwas kleiner sind. Die Stirn des Himalajakönigshuhns ist weißlich beige, die Wangen hellgrau und die Kopfoberseite grau sowie auch der Nacken und Mantel, während der Rest der Körperoberseite heller aschgrau gefärbt ist, mit feinen, schwarzen Punkten und rötlichbraunen Einfärbungen. Ein kastanienbraunes Band läuft von hinter dem Auge über die Halsseiten zu den Schultern und weiter zum Hals, den es abgrenzt. Ein weiteres kastanienbraunes Band läuft von den Mundwinkeln in einem Bogen den Hals hinunter und mit dem ersten zusammen. Kinn und Hals haben ansonsten eine weißliche Farbe. Die Brust ist ebenfalls weiß, wobei über jede Feder ein schwarzer Streifen läuft, was ein schuppenartiges Aussehen bewirkt. Die Bauchseite ist dunkelgrau mit schwarzen Sprenkeln, weiß unter den Flügeln und über den Beinen dunkelgrau. Die Körperseite weist kastanienbraune und schwarze Streifen auf. Die mittleren Steuerfedern haben eine rötlich graue Farbe gesprenkelt mit Schwarz, während die äußeren kastanienbraun sind und schwarze Stellen aufweisen. Die Handschwingen der Flügel sind weiß mit breiten graubraunen Spitzen, deren Breitenanteil auf den Armschwingen zunimmt und die mit rötlichbraunen Wellen durchzogen sind. Die Beine sind gelblich rot gefärbt. Die Iris der Augen ist dunkelbraun und die nackte Haut hinter den Augen gelb. Bei juvenilen Tieren weist die Stirn braune Flecken auf.

## Lebensweise

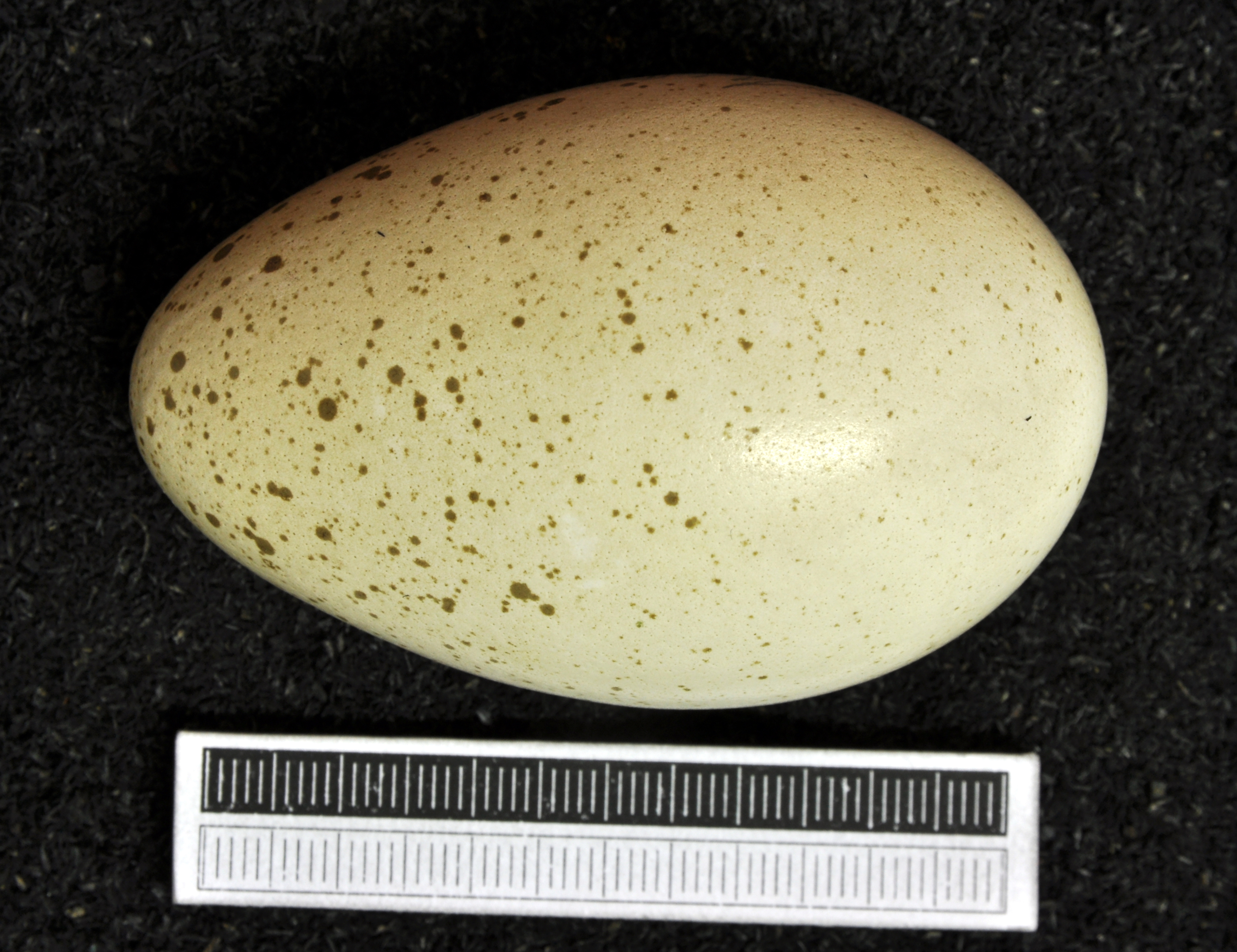
Ei eines Himalajakönigshuhns im Museum Wiesbaden

Das Himalajakönigshuhn lebt auf offenem Gelände in felsigen und grasbewachsenen Berghängen in Gruppen von 10 bis 20 Tieren, wobei eines in der Regel auf einem Felsen in der Nähe sitzend Ausschau hält. Bei Gefahr stößt es tiefe Pfeiftöne aus. Zu ihren natürlichen Feinden gehört beispielsweise der Steinadler.
Himalajakönigshühner sind recht ortsfest, migrieren jedoch im Winter aufgrund des Schneefalls in tiefergelegene Regionen, wo sie sich an Waldrändern aufhalten. Ihre Nahrung besteht aus krautigen alpinen Pflanzen, Beeren, Samen und Insekten wie beispielsweise Heuschrecken. Himalajakönigshühner leben monogam. Die Weibchen legen Gelege von 5 bis 12 Eiern in Bodengruben nahe Büschen oder Steinen und bevorzugt auf der windabgewandten Seite eines Bergkamms. Die Eier haben eine ovale Form und sind blass gelblich bis rötlich mit zum spitzen Ende zunehmenden braunen Punkten. Sie sind durchschnittlich 6,5 cm lang und 4,5 cm breit. Ausgebrütet werden die Eier ausschließlich von den Weibchen. Die Männchen bleiben jedoch in der Nähe und warnen die Weibchen bei Gefahr mit einem lauten Pfeifen.

## Vorkommen

Verbreitungsgebiet des Himalajakönigshuhns (grün)

Das Himalajakönigshuhn kommt in den Bergen des Himalaya, Hindukusch, Karakorum und Pamir in Nordost-Afghanistan, West-China, Nord-Indien, Südost-Kasachstan, Kirgisistan, Nepal, Nord-Pakistan, Tadschikistan, Turkmenistan und Usbekistan zwischen 3600 und 4570 m Höhe vor. Die IUCN stuft die Art aufgrund ihres großen Verbreitungsgebiets als nicht gefährdet ein und ihren Populationstrend als stabil. Sie kommt in mehreren Schutzgebieten vor, beispielsweise im Langtang-, Rara-, Sagarmatha- und Sche-Phoksundo-Nationalpark in Nepal und dem Inderkilla-Nationalpark in Indien.
Zwischen 1963 und 1979 wurden in den Bergen des US-Bundesstaats Nevada insgesamt 2025 aus Gilgit-Baltistan im Norden Pakistans stammende Himalajakönigshühner freigelassen, um diese als Jagdwild zu etablieren. Ausgewählt wurden dazu fünf Bergketten mit Hauptaugenmerk auf die Ruby und East Humboldt Mountains im Nordosten Nevadas.

## Systematik
Das Himalajakönigshuhn ist eine Vogelart aus der Gattung der Königshühner innerhalb der Familie der Fasanenartigen. Die Art wurde 1843 von dem britischen Zoologen George Robert Gray erstbeschrieben. Stand 2023 werden sechs Unterarten unterschieden:
- Tetraogallus himalayensis himalayensis G. R. Gray, 1843 – Ost-Afghanistan bis Nordwest-Indien und Nepal
- Tetraogallus himalayensis grombczewskii Bianchi, 1898 – West-China (Kunlun-Gebirge) bis Nord-Tibet und Süd-Xinjiang
- Tetraogallus himalayensis incognitus Zarudny, 1911 – Süd-Tadschikistan und Nord-Afghanistan
- Tetraogallus himalayensis koslowi Bianchi, 1898 – West-China (Nam-Shan- und Ching-Hai-Ku-Berge in Qinghai)
- Tetraogallus himalayensis sauricus Potapov, 1993
- Tetraogallus himalayensis sewerzowi Zarudny, 1910 – Tian-Shan-Gebirge bis Nordwest-China (Ost-Xinjiang)